# VLA2001
VLA2001, également connu sous le nom de vaccin de Valneva contre la Covid-19, est un candidat vaccin contre la Covid-19 développé par Valneva SE.

## Développement

### Développement pharmaceutique
Valneva a développé un candidat vaccin à virus entier inactivé contre la Covid-19, VLA2001, dérivé de son vaccin Ixiaro contre l'encéphalite japonaise, pour une administration par voie intramusculaire (2 doses à 3 semaines d’intervalle). 

Le virus contenu dans le vaccin est inactivé, c'est-à-dire incapable de se reproduire, par conséquent totalement dénué de virulence, et donc inoffensif à cet égard. Deux adjuvants, l'hydroxyde d'aluminium et le CpG 1018™ (CpG Oligodeoxynucleotide (en)) de Dynavax, augmentent  la réponse immunitaire.

Le VLA2001 doit pouvoir se conserver au réfrigérateur.

### Développement clinique
Les essais cliniques sont soutenus par le National Institute for Health Research (en) et quatre universités britanniques. 

Grâce au soutien du gouvernement britannique, Valneva passe aux essais de phase III et développe une capacité de production du VLA2001 avant l'évaluation complète de l'essai de phase I / II, plutôt que l'approche séquentielle traditionnelle plus lente et qui présente un risque financier moindre.

#### Phase I / II
Ce candidat vaccin fait, à partir de décembre 2020, l'objet d'un essai de phase I / II au Royaume-Uni,, avec 153 participants. Il teste trois niveaux de doses de VLA2001 pour l'innocuité (ou bonne tolérance) et pour l'immunogénicité. L'essai se termine en février 2021, avec un rapport complet en août 2021. Les résultats indiquent que le VLA2001 est bien toléré et détermine, à la plus forte dose, une réponse immunitaire chez l'ensemble des participants.

#### Phase III
La phase III a débuté en juin 2021 avec un peu plus de 4 000 participants au Royaume-Uni, la comparaison se faisant avec le vaccin d’AstraZeneca, Vaxzevria, qui a déjà reçu une autorisation conditionnelle de mise sur le marché. Les premiers résultats de l’étude sont attendus en septembre 2021. En cas de résultats positifs, les demandes d’autorisation de mise sur le marché se feront dès l’automne 2021. 
VLA2001 est le premier vaccin contre la COVID-19 à recevoir une autorisation de mise sur le marché de type standard en Europe.

## Fabrication
La fabrication du vaccin VLA2001 doit avoir lieu dans l'usine Valneva de Livingston (Écosse).
La mise en flacons doit avoir lieu dans l'usine Valneva de Solna (Suède).

## Commandes publiques
Valneva a conclu un accord avec le gouvernement britannique pour fournir jusqu'à 100 millions de doses de VLA2001, dont 60 millions en 2021. Ces 60 millions de doses ont été pré-commandées,.
Cette commande est annulée par le gouvernement britannique le 13 septembre 2021 pour cause de non-satisfaction des engagements de l'industriel.
Depuis début 2021, Valneva discute avec l'Union européenne pour la fourniture de 30 millions de doses de VLA2001. Le 10 novembre 2021, la Commission européenne approuve un accord en vue d'acquérir 60 millions de doses du vaccin au cours des deux prochaines années, dont environ 27 millions de flacons en 2022, qui sera effectif après l'accord de l'EMA,,. D'abord prévu pour le premier trimestre 2022, ce vaccin devrait être disponible en mai 2022.
Bahrein a par ailleurs pré-commandé un million de doses.